# The Arusha Accord
The Arusha Accord is een Britse 6-koppige band uit Reading. Het werd in 2005 opgericht door James Clayton, Tom Hollings, Luke Williams en Mark Vincent en combineert technische deathmetal met mathcore-elementen. De naam van de band is afgeleid van de Arusha-overeenkomst, de belangrijkste vredesovereenkomst tussen de toenmalige regeringspartij van Rwanda MRND en de RPF-rebellen tijdens de burgeroorlog. De band koos voor deze naam omdat ze zich wilden onderscheiden van de bandnamen die typisch zijn voor het circuit.

## Bezetting
- Alex Green (zang)
- Paul Green (zang)
- James Clayton (e-gitaar)
- Tom Hollings[3] (e-gitaar)
- Luke Williams (basgitaar)
- Mark Vincent (drums)

## Geschiedenis
Op 11-leeftijd ontmoetten James Clayton, Tom Hollings, Luke Williams en Mark Vincent elkaar op de basisschool. De band The Arusha Accord werd in 2005 opgericht met de toevoeging van de zangers Alex en Paul Green (geen familie!). Na drie jaar van intensieve songwriting en repetities bracht de band in de zomer van 2008 hun debuut-ep Nightmares of the Ocean uit bij Basick Records, die zich een paar maanden eerder bewust was geworden van de band en zich daarvoor had aangemeld.
In 2009 verliet de band Basick Records en ging op zoek naar een nieuw label omdat Basick Records nog niet de gelegenheid had om het geplande debuutalbum buiten het Verenigd Koninkrijk te verspreiden, wat het moeilijk maakte om de muziek op grotere schaal beschikbaar te maken. Dit werd gevolgd door verschillende aanbiedingen van verschillende labels, waaronder Listenable Records en Earache Records. Maar uiteindelijk werd besloten om te tekenen bij Wolf At Your Door Records, omdat het management van de band deel uitmaakte van het label. In de zomer van hetzelfde jaar bracht de band een titelloze split-single uit met de band A Textbook Tragedy uit Vancouver, Canada. Een gezamenlijke tournee door Groot-Brittannië volgde. Vervolgens kwam in november het eerste album The Echo Verses uit, waarop naast acht nieuwe nummers ook drie oude nummers van de eerste ep in een nieuw gemasterde versie zaten. Vervolgens verkondigde de band in de zomer van 2010 dat ze een langere pauze wilden nemen na het optreden op Brutal Assault, die ongeveer drie jaar zou duren.
In februari 2011 keerde The Arusha Accord terug naar Basick Records, nadat ze wereldwijde verkoop van hun eigen publicaties mogelijk hadden gemaakt door middel van contracten met het Duitse label Century Media en het bedrijf ADA van de Warner Music Group. In april bracht de band een heruitgave van The Echo Verses uit, die naast de eerste ep ook extra bonusmateriaal bevatte. De albumhoes is ontworpen door Tom Gilmour, die werkt voor het cover artwork-bedrijf Wood & Cloud, dat ook de cover creëerde voor A Fragile Hope van Devil Sold His Souls. In maart 2013 kondigde de band hun terugkeer voor het komende jaar aan. Tijdens de bijna drie jaar durende onderbreking hadden ze voor persoonlijke dingen gezorgd, evenals voor andere bands, zoals de posthardcore band Attention Thieves van Alex Green, waaraan hij actief deelnam als zanger en als gitarist. Tijdens de pauze werkt de band nog steeds aan hun tweede studioalbum.

## Stijl
The Arusha Accord wordt vooral gekenmerkt door de constante veranderingen in tijd en tempo. Bassist Luke, die verantwoordelijk is voor songwriting, zei in een interview dat hij op 16-jarige leeftijd al gestopt was met het schrijven van liedjes in de typische 4/4 tijd, maar zich eerder concentreerde op songwriting op andere maatsoorten.

## Discografie

### Albums
- 2009: The Echo Verses (Wolf At Your Door Records)
- 2011: The Echo Verses (herpublicatie, Basick Records)

### Ep's
- 2008: Nightmares of the Ocean (Basick Records)

### Splits
- 2009: The Arusha Accord / A Textbook Tragedy (7", Wolf At Your Door Records)